# Красноборское сельское поселение (Татарстан)
Красноборское се́льское поселе́ние — муниципальное образование в Агрызском районе Татарстана Российской Федерации.
Административный центр — село Красный Бор.

## История
Статус и границы сельского поселения установлены Законом Республики Татарстан от 31 января 2005 года № 14-ЗРТ «Об установлении границ территорий и статусе муниципального образования "Агрызский муниципальный район" и муниципальных образований в его составе».

## Население
| 2010  | 2011  | 2012  | 2013  | 2014  | 2015  | 2016  |
| ----- | ----- | ----- | ----- | ----- | ----- | ----- |
| 1481  | ↘1478 | ↘1455 | ↘1422 | ↘1412 | ↘1376 | ↘1365 |
| 2017  | 2018  | 2019  | 2020  |       |       |       |
| ↘1320 | ↘1279 | ↘1235 | ↘1207 |       |       |       |

## Состав сельского поселения
| № | Населённый пункт | Тип населённого пункта       | Население |
| - | ---------------- | ---------------------------- | --------- |
| 1 | Зуево            | деревня                      |           |
| 2 | Красный Бор      | село, административный центр | ↗1529     |